# 三菱PX33
三菱PX33（日语：三菱・PX33）乃三菱重工業（三菱汽車前身）於1935年至1937年間開發製造的試作乘用車。

## 概要
1934年三菱重工業受到大日本帝國陸軍汽車學校委託試製「野戰指揮官用全輪起動乘用車」，於是製造出第一輛國產四輪驅動乘用車。當時所有的實車皆沒有妥善留存下來，然而1988年法國Sonauto公司以三菱Pajero為基礎做出PX33復刻版，並參加1989年巴黎達卡拉力賽。

## 歷史

### 開發歷程

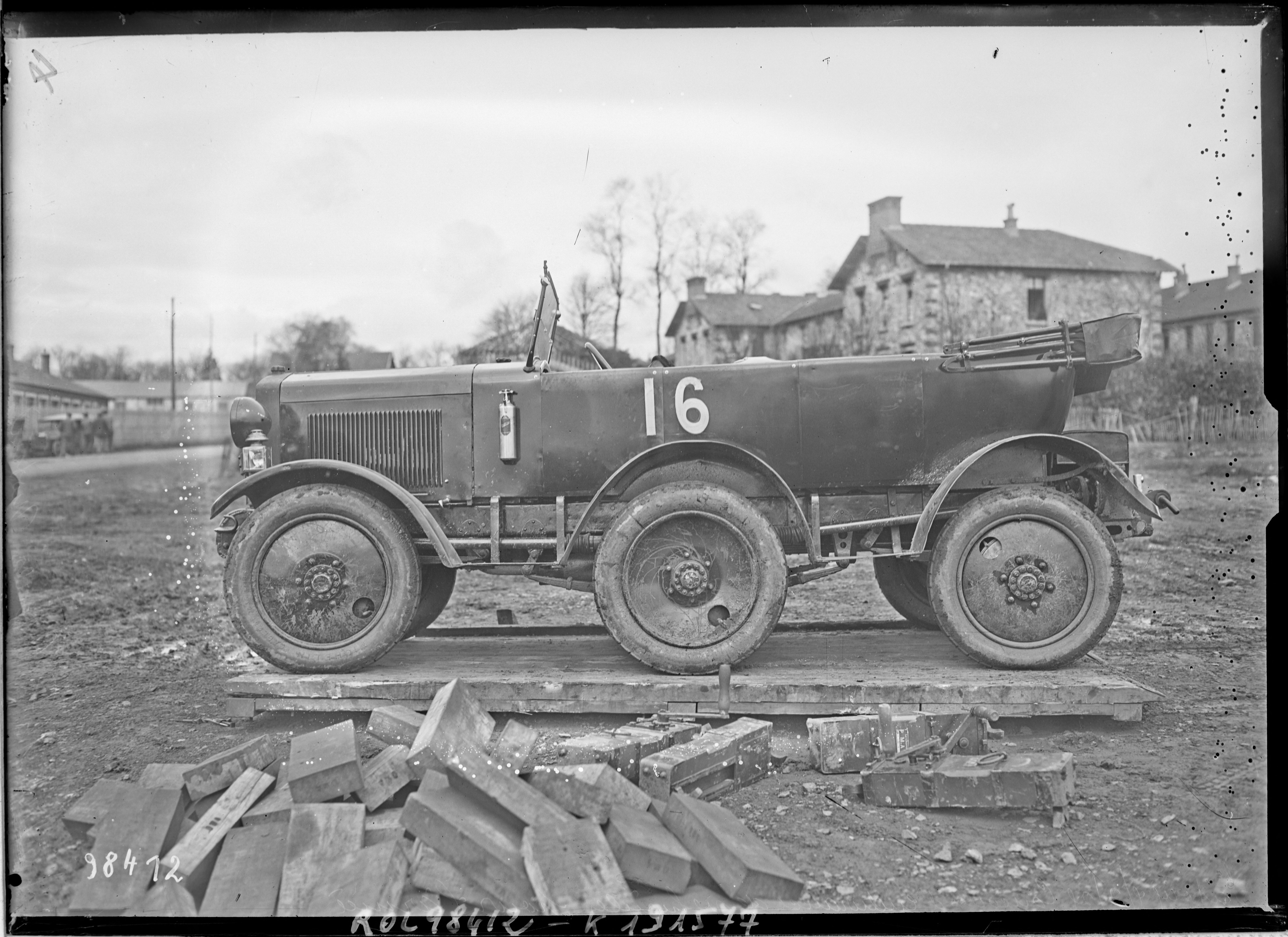
貝利埃六輪乘用車

1935年（昭和10年） - 受到陸軍汽車學校的指示，三菱重工業神戶造船所將陸軍保有的法國貝利埃六輪乘用車拆解研究，然後完成「PSF33型」四輪驅動乘用車的試作車，搭載該所開發的S6型汽油引擎。
1936年（昭和11年） - 改良各部分機件，並換上軍制式的4.4L直列六缸缸內直噴X型汽油引擎，稱為「PX33型」。同時該所也受陸軍汽車學校之指示完成四輪驅動卡車「TX34型」，這是以美國福特卡車改裝瑪蒙-赫林頓的輪軸與加力箱，以及自製的X型汽油引擎所組成的試作車。
1937年（昭和12年） - 7月完成4輛「PX33型」，搭載6.7L直列四缸缸內直噴445AD型柴油引擎。然而依照三菱重工業的製造能力，政府當局決定優先讓他們開發卡車與巴士，三菱自身內部也意見分歧，此計劃遂中途喊卡。

## 構造
該車款屬於7人座敞篷旅行車，以沒有側窗與後窗的輕便敞篷旅行車體（（英文）Phaeton body）打造而成。鉸鏈式頂篷以帆布製成，附有絲帶，兩側由後半部V字型支柱及前半部I字型支柱支撐，而擋風玻璃是固定的。車門為前開式的自殺式車門，車內側壁有一半關閉、一半開放。擋泥板分別向整個車輛側面延展，在輪胎上呈半圓形彎曲，朝向側面則呈圓形，車側具備備用輪胎。引擎置於車頭引擎室內，車鼻具有大型格柵進氣壩，中間以垂直鋼肋條補強。用於冷卻引擎的空氣從通過底部打開並突出的兩側各三個通風槽進入，保險桿由雙側具備塞蓋的鋼管所構成。因為靠左行駛，駕駛座設計在右側，其車門下方設有工具箱，副駕駛座車門前方則是備胎，車尾設計與行李廂的情況不明。

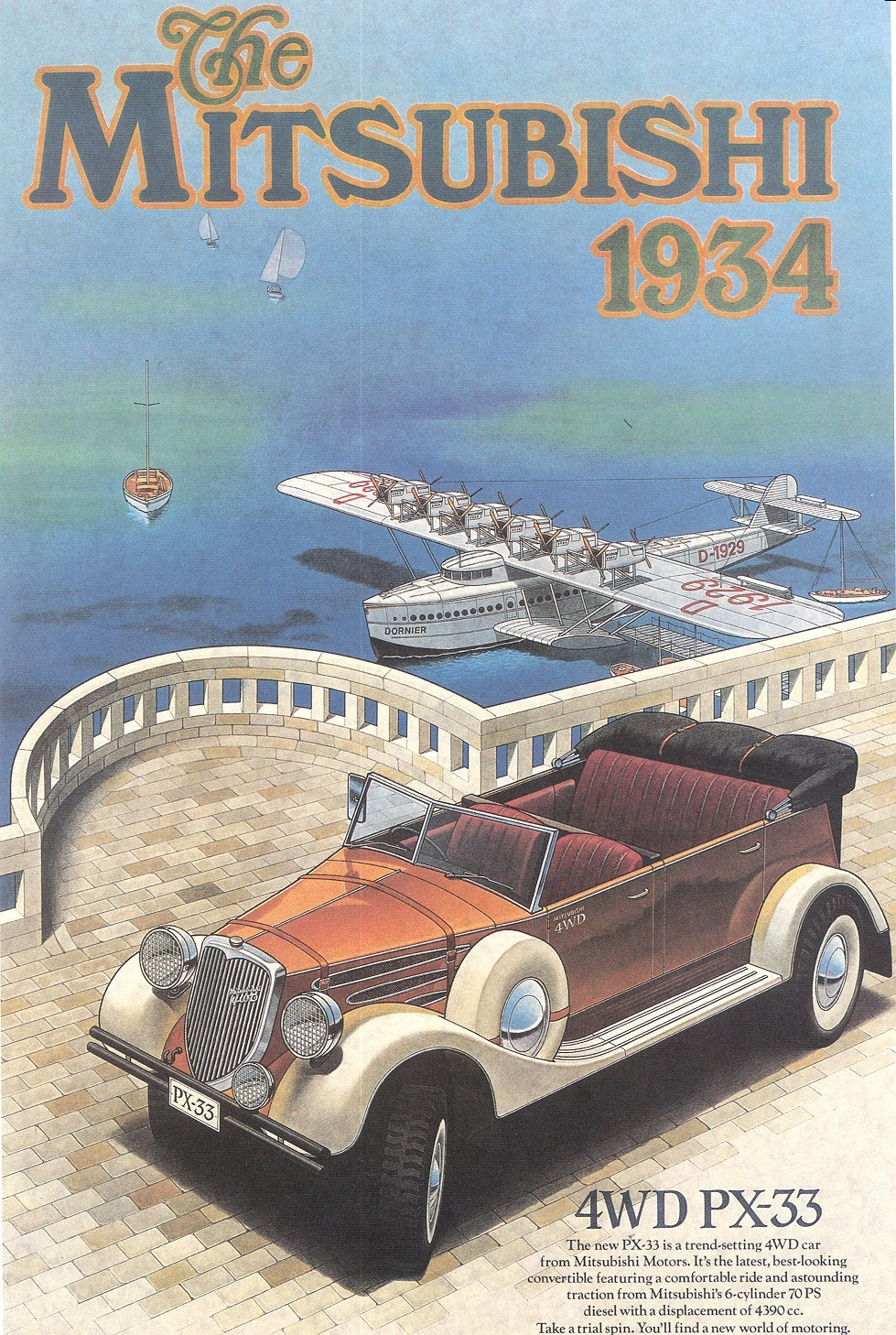
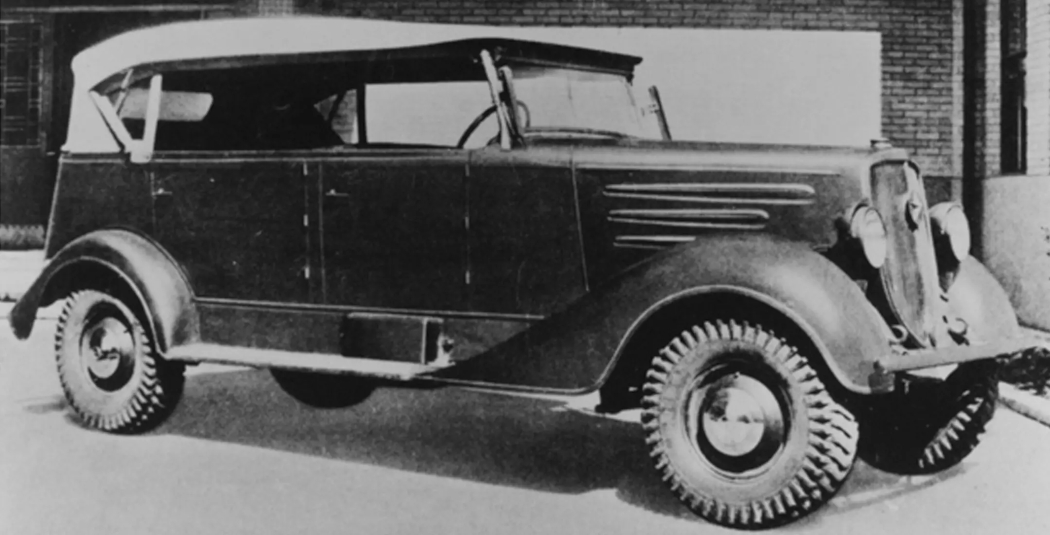
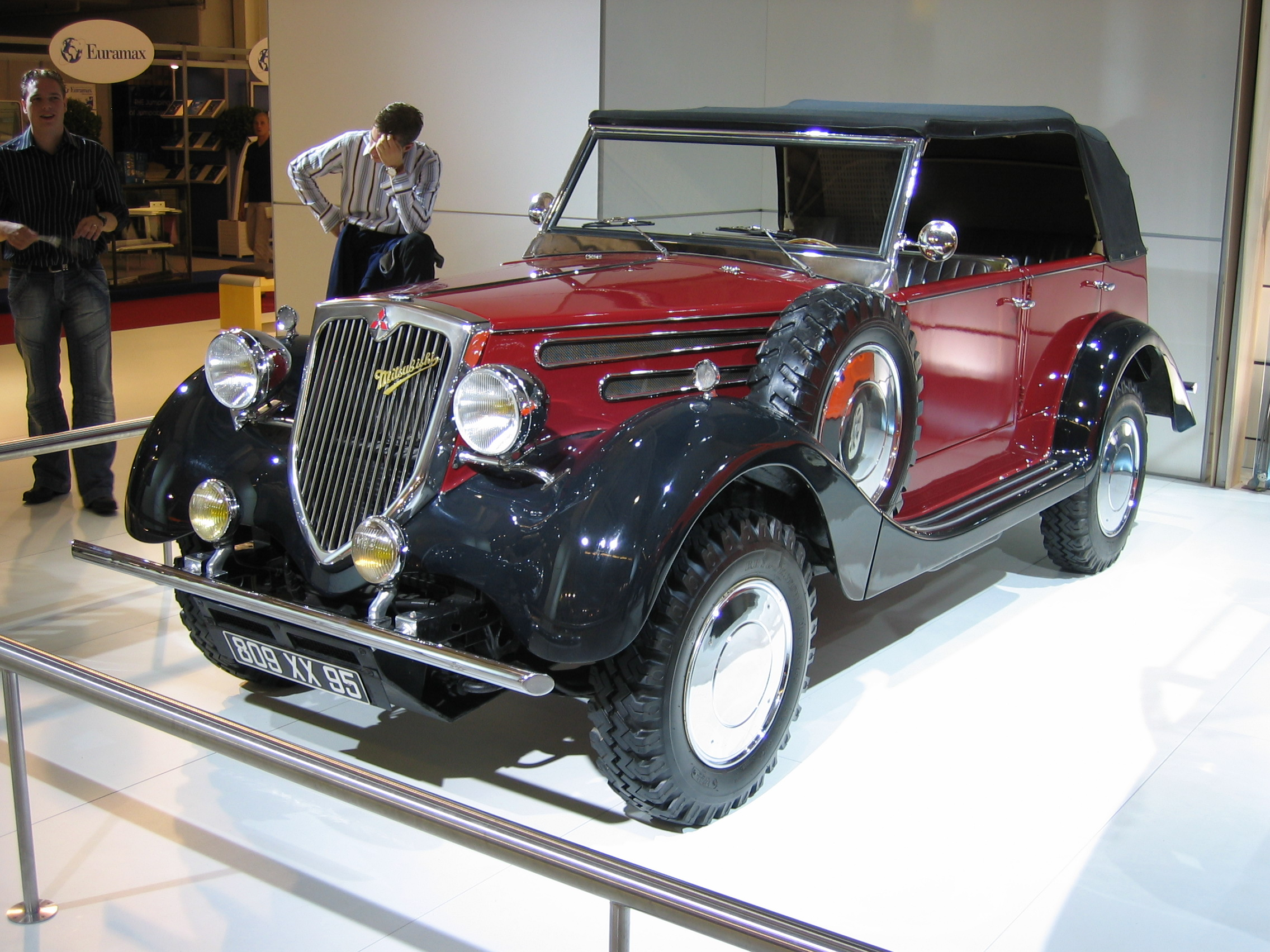

## 引擎
1989年PX33復刻版參加巴黎達卡拉力賽時，原廠雖然宣稱原PX33搭載的是柴油引擎，但依據《日本自動車工業史稿 第3》（1969年出版）第273頁所述「據說實際上是柴油車」、「雖然當時還不是汽車用柴油引擎的開發時期」等模稜兩可的傳聞。然而《三菱重工業株式会社史写真集》（1954年出版）記載的是70匹馬力的汽油引擎、《三菱自動車工業株式会社史》（1993年出版）記錄的則變成軍制式的4.4L直列六缸缸內直噴X型汽油引擎，其中X型引擎出自商工省標準形式汽車，開發者是東京石川島造船所（五十鈴汽車前身）。

## 四輪驅動裝置
在同時進行驅動和轉向的四輪驅動車當中，最難製作的前輪萬向接頭使用的是美國進口的等速萬向接頭。此外，四輪驅動為直結式，與奧迪Quattro的全時四驅的意義不同。說句題外話，三菱汽車首度使用中央差速器式全時四輪驅動系統的車款是1987年推出的第六代三菱Galant VR-4，這是因為1985年元月上市、第一輛搭載全時四驅系統的國產車第六代馬自達Familia所掀起的熱潮。

## 復刻版PX33

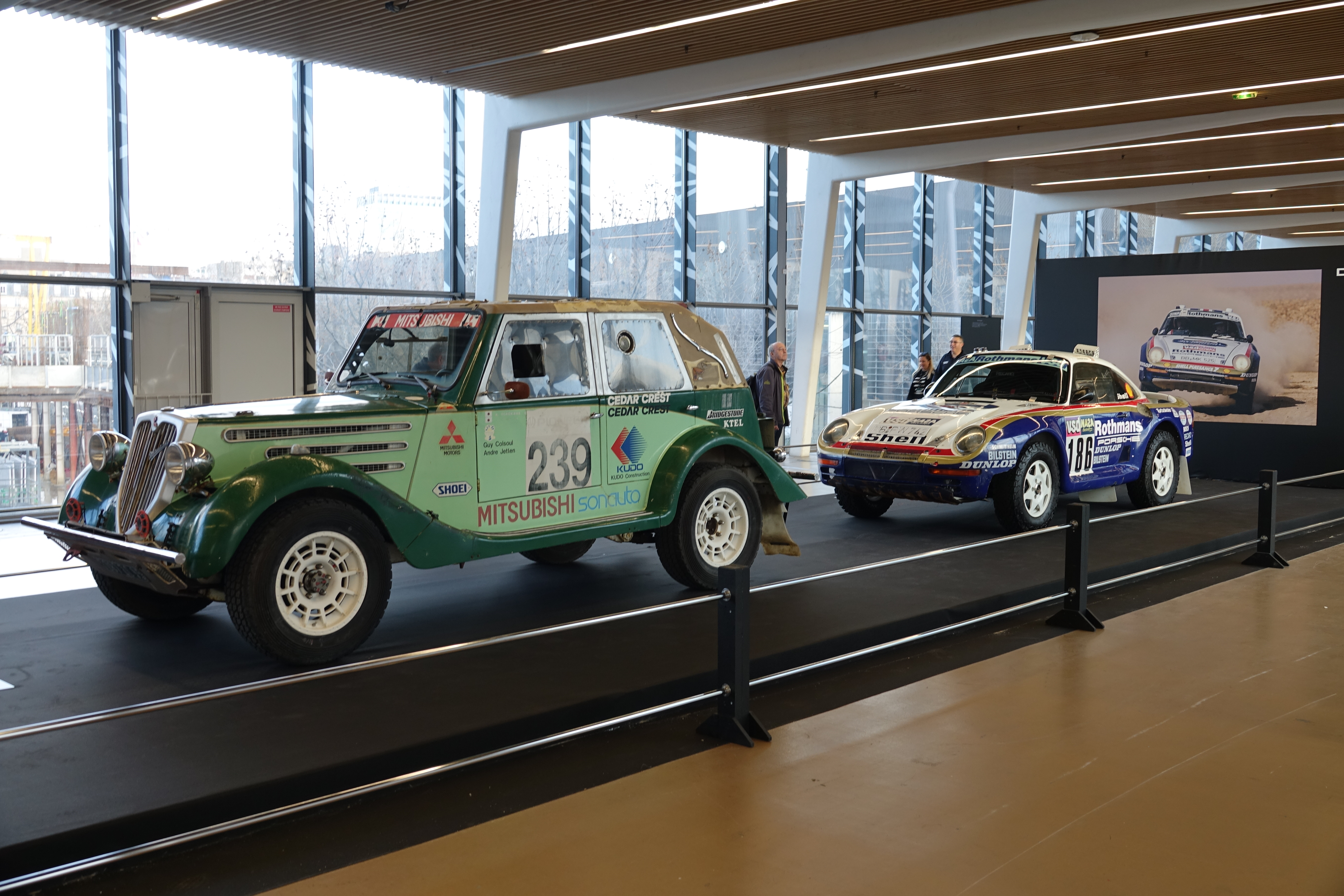
參加巴黎達卡拉力賽的PX33復刻版

據說試作車在侵華戰爭期間被運送至偽滿州國使用，並未留下任何實車。1988年法國Sonauto公司做出來的PX33復刻版，是以三菱Pajero為基礎而發展。其中一輛為純粹的展覽品，雖有細微差異，但幾乎沿襲1934年的原型車。還有好幾輛是為了競速比賽而製作，故差異頗大：增設B柱、金屬車頂，但外觀宛若原帆布頂篷。1990年第12屆下場參賽的賽車手為片山敬濟、橫川啟二，1991年第13屆、1992年第14屆則是橫川啟二與赤尾文夫，他們皆有跑完全程。另外，第四代Pajero上市時為了營造話題，原廠曾在2006年9月開幕的巴黎車展將復刻版PX33與前者並列展示。

## 外部連結
- （英文）PX33 （页面存档备份，存于）